# Marcos Tavares
Marcos Paulo Barbosa Tavares (Duque de Caxias, 28 de janeiro de 1978), mais conhecido como Marcos Tavares, é um político brasileiro filiado ao Partido Democrático Trabalhista. Atualmente, é deputado federal pelo Rio de Janeiro.

## Biografia
Marcos Tavares é bacharel em direito pela Universidade do Grande Rio. Identifica-se como evangélico, apesar de não determinar a qual denominação.
Nas eleições de 2008, concorreu pela primeira vez ao cargo de vereador de Duque de Caxias pelo Partido da Social Democracia Cristã (PSDC) e ficou com suplência de 2.484 votos. Em 2012, foi eleito vereador com 1.894 votos.
Nas eleições de 2016, foi reeleito vereador com 3.860 votos.
Nas eleições de 2018, concorreu pela primeira vez ao cargo de deputado federal e ficou com suplência de 26.361 votos.
Nas eleições de 2020, foi reeleito vereador, desta vez pelo Avante, com 7.908 votos.
Nas eleições de 2022, concorreu novamente ao cargo de deputado federal pelo PDT e foi eleito com 62.086 votos.